# Vizualno letenje (VFR)
Vizualno letenje (VFR) (eng. visual flight rules) skup je zrakoplovnih propisa po kojim pilot upravlja zrakoplovom koristeći vanjske orijentire, ne oslanjajući se na instrumente. Jedan od osnovnih uvjeta za ovakav let je dobra vanjska vidljivost, kada pilot koristeći teren, brda, rijeke, ceste ili zgrade nad kojima leti, kontrolira visinu i pravac leta. "Bliski susreti" s drugim zrakoplovima i preprekama izbjegavaju se isključivo pravovremenim uočavanjem. Za let u zračnom prostoru klase B i klase C, blizu većih zračnih luka u zrakoplov mora biti ugrađen uređaj (transporder) koji automatski šalje podatke o visini i smjeru leta.
Vlasti zadužene za zračni promet donose posebne odredbe po kojima se može odvijati VFR let kao što su: minimalna vidljivost, udaljenost od oblaka i visina leta. Zrakoplov u VFR letu mora biti uočen na dovoljnom rastojanju kako bi se postigla sigurnost za sve sudionike u prometu.

### Posebna VFR pravila (SVFR)
Posebna VFR pravila (eng. Special Visual Flight Rules) određuju dodatne uvjete u kojim pilot može upravljati zrakoplovom u kontroliranim zonama zračnog prostora uz odobrenje kontrole leta. Postoje dvije situacije:
- U zračnom prostoru klase A nije dopušten VFR nego samo IFR let. Kao alternativu, pilot može tražiti SVFR upute kako bi ušao u ovaj zračni prostor i letio vizualno.
- U kontroliranom zračnom prostoru u kojem su meteorološki uvjeti manji od onih koji dopuštaju VFR let pilot može tražiti SVFR za let u zoni.

Zrakoplov ne mora biti opremljen za let po IFR pravilima ali mora zadržati minimalnu vidljivost ( najmanje 1850 m po ICAO). Odgovornost za pravovremeno uočavanje prepreka i dalje je na pilotu. Primjer SVFR leta je situacija kad pilot želi napustiti područje zračne luke na kojoj nisu ispunjeni minimalni uvjeti VFR leta kako bi odletio u nekontrolirani zračni prostor u kojem postoje uvjeti za takav let.
Prema FAA (eng. "Federal Aviation Administration" (američka savezna uprava za civilno zrakoplovstvo)) propisima za SVFR let tijekom noći zrakoplov mora biti opremljen, a pilot školovan za IFR let.